# YWCA

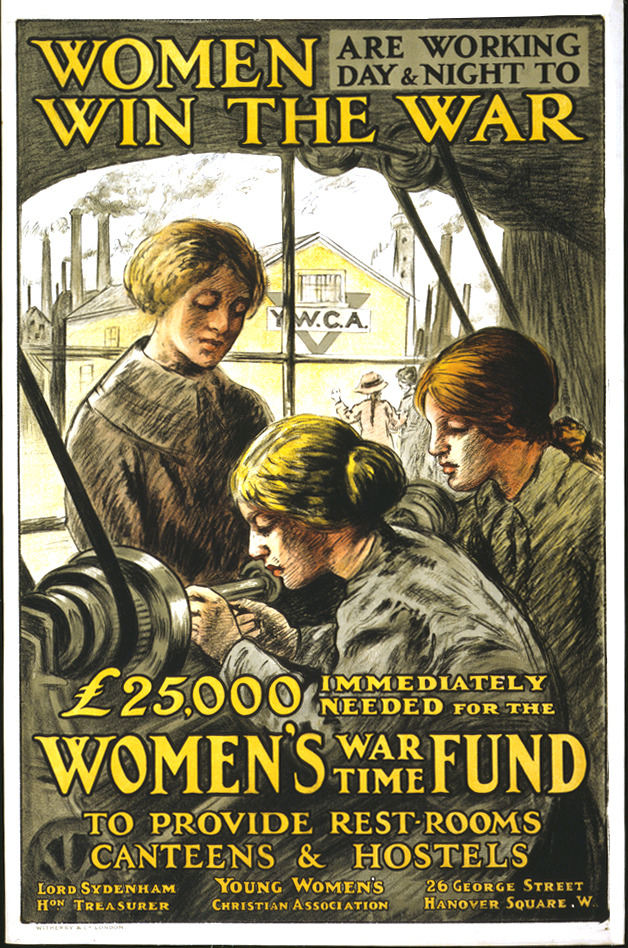
Tento plakát z roku 1915, ukazuje YWCA v pozadí, kde pracující ženy nacházely bydlení za první světové války.

YWCA (Young Women's Christian Association – Křesťanské sdružení mladých žen) je nadnárodní dobročinnou, sociální a vzdělávající organizací, která původně sdružovala křesťanské ženy. Dnes je občanským sdružením pro všechny bez rozdílu pohlaví, věku, národnosti nebo náboženského vyznání, ovšem v řadě zemí zůstala silná křesťanská vyhraněnost hnutí zachována. YWCA sdružuje více než 25 milionů lidí ze 110 zemí celého světa. Její světová centrála sídlí ve švýcarské Ženevě, evropská YWCA má sídlo v Bruselu.
Mezinárodním dnem YWCA je 24. duben.

## Poslání
Posláním YWCA je rozvíjet osobnost dítěte, mládeže i dospělých a spolupůsobit s rodinou a školou na rozšiřování zájmů svých členů. Důraz je kladen na výchovu zodpovědné a morálně čisté osobnosti v křesťanském slova smyslu. Pěstovaná je oddanost principům demokracie, humanismu a ekumenismu.
YWCA se věnuje i zdravotně a sociálně handicapovaným a talentovaným jednotlivcům. V poslední době se YWCA cíleně zaměřila na celoroční práci s předškolními dětmi a matkami na mateřské dovolené a na mladé rodiny.
Heslem organizace je Žít životem lásky a služby bližnímu.

## Historie
Organizace YWCA vznikla v roce 1855 v Londýně. V patriarchální společnosti poloviny 19. století neměly ženy aktivní ani pasivní volební právo, vdané ženy byly omezovány i v majetkových právech. YWCA svým nenásilným a přitom účinným bojem za práva žen představovala v době svého vzniku organizaci s revolučními názory.

## V Československu
V Československu byly YWCA i příbuzná organizace YMCA založeny v roce 1921 na základě iniciativy dcery prezidenta T. G. Masaryka Alice Masarykové. Tradiční bylo propojení této organizace se společensky nejvýše postavenými ženami veřejného života. První předsedkyní národní pobočky se stala vnučka spisovatelky Boženy Němcové – Marie Záhořová, později pro YWCA pracovala např. žena druhého československého prezidenta Hana Benešová, Milada Horáková, čestnou předsedkyní byla zvolena i Olga Havlová.
YWCA byla nedobrovolně rozpuštěna během nacistické okupace v roce 1943, stejný osud jí potkal v roce 1951. Její činnost byla obnovena na jaře roku 1990.

## Sídlo české YWCA

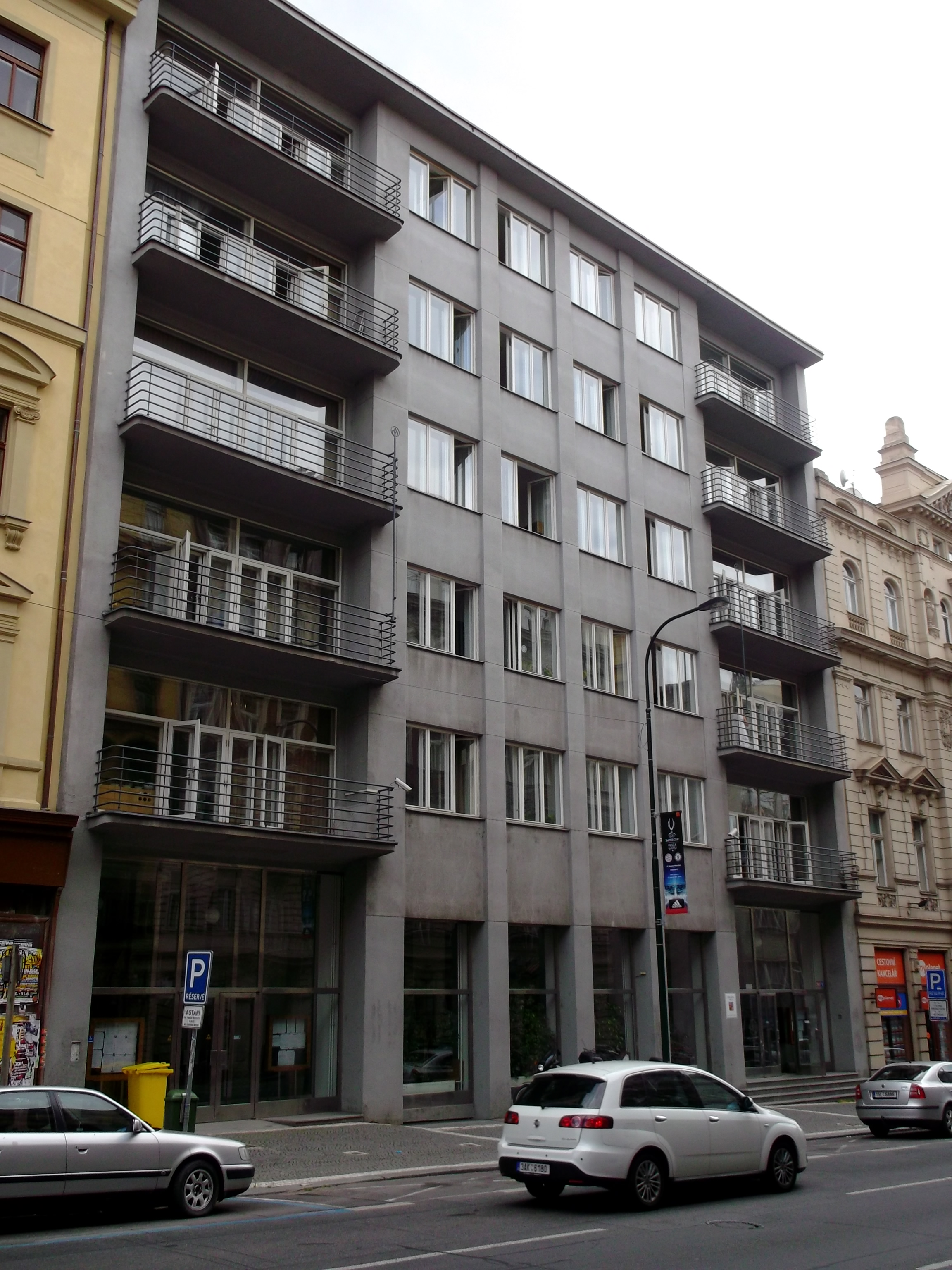
Sídlo YWCA v Praze

Ústředí YWCA mělo od roku 1929 své vlastní sídlo v Žitné ulici 12 v Praze 2, funkcionalistické stavbě podle návrhu architekta Oldřicha Tyla (autora pasáže Černá růže a spoluautora Veletržního paláce v Praze).
YWCA přišla o centrálu po svém nedobrovolném zániku v roce 1943 (do budovy bylo umístěno gestapo) a opět v roce 1951, kdy dům připadl Československému svazu mládeže, resp. Socialistickému svazu mládeže. Po obnovení činnosti v roce 1990 probíhala jednání o návratu sídla YWCA do jejích rukou, tato naděje se však rozplynula následkem neprůhledných transakcí likvidátora Fondu dětí a mládeže. Dnes zde sídlí Finanční úřad.
V současnosti má YWCA na území Česka dvě pobočky – v Praze a ve Vsetíně.

## Formy práce
Své cíle YWCA prosazuje těmito způsoby:
- účast na domácích i zahraničních charitativních akcích
- organizováním své činnosti v kroužcích, klubech, kurzech a v oddílech
- přípravou členstva na odpovědné plnění odlišných, základních životních (společenských a sociálních) rolí žen a mužů, které považuje za rovnocenné, nezastupitelné, navzájem se doplňující a obohacující
- výraznou orientací na práci s neorganizovanou veřejností tím, že jí umožňuje se účastnit všech svých akcí
- rozvojem tvořivosti, adaptability a zdravé sebedůvěry
- tábory, dlouhodobými zahraničními pobyty (au-pair), přednáškami a semináři
- publikační činností

## Znak a název YWCA
Znakem YWCA je rovnostranný modrý trojúhelník postavený na špici, který přetíná modrá plocha se zkratkou sdružení. Znak vyjadřuje důležitost harmonického rozvoje těla, rozumu a ducha.
V řadě sekularizovaných zemí působí YWCA pouze pod svou zkratkou, její původní orientace na křesťanské mladé ženy tak zůstává jejím členům většinou utajená.